# Madea Goes to Jail
Série Madea (en)
Meet the Browns
(2008) I Can Do Bad All by Myself
(2009)
Pour plus de détails, voir Fiche technique et Distribution.
Madea Goes to Jail (litt. « Madea va en prison ») est un film américain réalisé par Tyler Perry et sorti en 2009. 
Adapté de la pièce de théâtre du même nom (en) de Tyler Perry, il s'agit du quatrième film mettant en vedette le personnage de Madea (en).

## Synopsis
À la suite d'une course-poursuite avec la police (que l'on peut voir dans le film Meet the Browns), Madea est arrêtée et envoyée en prison.

## Fiche technique
- Titre : Madea Goes to Jail
- Réalisation : Tyler Perry
- Scénario : Tyler Perry d'après sa pièce de théâtre
- Musique : Aaron Zigman
- Photographie : Alexander Gruszynski
- Montage : Maysie Hoy
- Production : Reuben Cannon et Tyler Perry
- Société de production : The Tyler Perry Company
- Société de distribution : Lionsgate (États-Unis)
- Pays :  États-Unis
- Genre : Comédie dramatique
- Durée : 103 minutes
- Dates de sortie : 
  -  États-Unis : 20 février 2009

## Distribution
- Tyler Perry : Madea / Joe / Brian
- Derek Luke : Joshua Hardaway
- Keshia Knight Pulliam : Candace Washington
- David Mann : Brown
- Tamela J. Mann : Cora
- RonReaco Lee : Chuck
- Ion Overman : Linda
- Vanessa Ferlito : Donna
- Viola Davis : Ellen
- Sofía Vergara : T. T.
- Robin Coleman : Big Sal
- Bobbi Baker : Tanya
- Aisha Hinds : Fran
- Benjamín Benítez : Arthur
- Karan Kendrick : le garde Watson

## Accueil
Le film a reçu un accueil mitigé de la critique. Il obtient un score moyen de 50 % sur Metacritic.